# Grand Prix automobile de Louisiane
 (mars 2016).
Si vous disposez d'ouvrages ou d'articles de référence ou si vous connaissez des sites web de qualité traitant du thème abordé ici, merci de compléter l'article en donnant les références utiles à sa vérifiabilité et en les liant à la section « Notes et références ».
Le Grand Prix automobile de Louisiane (Indy Grand Prix of Louisiana) est une épreuve de course automobile disputée sur l'NOLA Motorsports Park (Avondale) dans le cadre du Championnat IndyCar Series qui n'a connu qu'une seule édition en 2015.

## Palmarès
| Année | Vainqueur         | Voiture       | Résultats |
| ----- | ----------------- | ------------- | --------- |
| 2015  | James Hinchcliffe | Dallara-Honda | Résultats |